# 자니 판헤테렌
자니 판헤테렌(독일어: Sanny van Heteren, 1977년 6월 9일 ~ )은 독일의 배우이다.
빈젠에서 태어났다.

## 영화
- 티타늄 화이트 (2016년)
- 바이올렛 (2013년)
- 마인드스케이프 (2013년) - 사만다 해리스 역
- 케이트 맥콜 (2013년) - 통역관 역
- 언노운 (2011년)
- 선택받은 자 (2010년)
- 우주전쟁 제로 (2009년) - 로즈 힐리지 역
- 라스트 워드 (2007년)
- 로 너브 (1999년)